# Claude Robin (futbolista)
Claude Robin (Saint-Julien-en-Genevois, Francia, 10 de diciembre de 1960) es un exfutbolista y entrenador de fútbol francés. Actualmente es cosejero técnico y entrenador del equipo filial del Troyes.

## Carrera como jugador
En su etapa como futbolista, Robin se desempeñaba como defensa. Debutó a nivel profesional con el Servette Football Club Genève de Suiza en 1979. Continuó su carrera en equipos franceses, llegando a debutar en la Division 1 con el Lille OSC, hasta su retirada en 1996, siendo jugador del FC Vesoul.

## Carrera como entrenador
FC Vesoul
Su carrera como técnico comenzó siendo jugador-entrenador en el FC Vesoul. Posteriormente, logró ascender al equipo al Championnat National. Entre jugador y entrenador, permaneció en el club durante casi una década.
Saint-Étienne
Entre 2005 y 2007, dirigió a los reservas del Saint-Étienne.
Troyes
Su siguiente experiencia llegaría en el Troyes, que lo contrató para dirigir a su centro de formación. En abril de 2009, fue nombrado entrenador interino del primer equipo, que entonces era 18.º en la Ligue 2. Logró una victoria, 2 empates y 2 derrotas en las 5 últimas jornadas, unos resultados que no sirvieron para evitar el descenso.
Tras esta breve estancia en el banquillo, regresó al centro de formación, y también entrenaría al equipo sub-19 de la entidad a partir de 2011.
En diciembre de 2015, tras la marcha de Jean-Marc Furlan, volvió a hacerse cargo del primer equipo del Troyes, que era colista tras no haber logrado una sola victoria en 17 jornadas de la Ligue 1 2015-16. Bajo su dirección, el conjunto de la Champaña-Ardenas consiguió superar dos rondas de la Copa de Francia, llegando a octavos de final, y también obtuvo su primer triunfo en la Ligue 1 tras remontar el 1-0 inicial y terminar venciendo por 1-3 al Lille. No obstante, también recibió tres goleadas: perdió 4-1 contra el Olympique de Lyon, 2-4 contra el Stade Rennes tras empezar ganando por 2-0, y 4-0 frente al Guingamp. Esta última derrota fue especialmente dolorosa por cuanto se trataba de un rival directo para eludir el descenso, y al día siguiente, el club anunció el cese de Robin. Pocos meses después, el técnico se desvinculó de la entidad.
Red Star
El 10 de enero de 2017, fue presentado como nuevo técnico del Red Star Football Club, al que entrenó hasta el final de la temporada, sin poder lograr la permanencia en la Ligue 2.
USL Dunkerque
El 24 de septiembre de 2018, se incorporó al USL Dunkerque. Consiguió ascender a este equipo a la Ligue 2, pero no continuó en el club.
US Orléans
En la temporada 2020-21, dirigió al US Orléans, obteniendo la 6.ª posición en el Championnat National. Al no obtener el ascenso, abandonó la entidad.
Troyes
En enero de 2022, regresó al Troyes para desempeñar las funciones de entrenador asistente. A finales de año, en noviembre, fue promocionado a entrenador interino. Sólo dirigió al equipo francés en un partido oficial, que perdió contra el Stade Brestois 29 (2-1). Unos días después, se hizo cargo del equipo reserva.

## Clubes

### Como jugador
| Club                          | País    | Año       | Partidos | Goles |
| ----------------------------- | ------- | --------- | -------- | ----- |
| Servette Football Club Genève | Suiza   | 1978-1979 | ¿?       | ¿?    |
| Racing Besançon               | Francia | 1979-1983 | 101      | 5     |
| Lille OSC                     | Francia | 1983-1986 | 112      | 3     |
| Olympique de Lyon             | Francia | 1986-1987 | 43       | 0     |
| Grenoble Foot 38              | Francia | 1987-1990 | 68       | 0     |
| FC Gueugnon                   | Francia | 1990-1993 | 74       | 0     |
| FC Vesoul                     | Francia | 1993-1996 | 0        | 0     |

### Como entrenador
| Club                 | País    | Año       | P  | PG | PE | PP | % v.  |
| -------------------- | ------- | --------- | -- | -- | -- | -- | ----- |
| FC Vesoul            | Francia | 1997-2005 |    |    |    |    |       |
| AS Saint-Étienne "B" | Francia | 2005-2007 | 68 | 25 | 21 | 22 | 36.76 |
| ES Troyes AC         | Francia | 2009      | 5  | 1  | 2  | 2  | 20    |
| ES Troyes AC "B"     | Francia | 2011-2015 | 86 | 39 | 18 | 29 | 45.35 |
| ES Troyes AC         | Francia | 2015-2016 | 9  | 3  | 2  | 4  | 33.33 |
| Red Star FC          | Francia | 2017      | 18 | 4  | 5  | 9  | 22.22 |
| USL Dunkerque        | Francia | 2018-2020 |    |    |    |    |       |
| US Orléans           | Francia | 2020-2021 |    |    |    |    |       |
| ES Troyes AC         | Francia | 2022      | 1  | 0  | 0  | 1  | 0     |
| ES Troyes AC "B"     | Francia | 2022-     |    |    |    |    |       |